# Eishockey-Hessenliga
Die Eishockey-Hessenliga ist die höchste vom Eishockeyverband Hessen EHV organisierte Liga. Im deutschen Ligasystem bildet sie die fünfthöchste Spielklasse.
Neben hessischen Vereinen nahmen mit den Eifel-Mosel Bären aus Bitburg auch ein Verein aus Rheinland-Pfalz an der Liga teil. Die Hessenliga spielt in der Regel eine Doppelrunde. Der Sieger qualifiziert sich für die Regionalliga West.
Die Hessenliga wurde 2009 durch den Hessischen Eissport Verband gegründet, nachdem die besten Mannschaften der Regionalliga Hessen in die Regionalliga Nordrhein-Westfalen/Hessen (heute Regionalliga West) aufgenommen wurden. 2011 wurde mit der Landesliga Hessen ein Unterbau gebildet, der die schwächeren Teams der Hessenliga aufnahm. Mit der Ausgründung der Eishockeysparte des HEV in den Eishockeyverband Hessen hat der EHV Hessen zur Saison 2020/21 die Organisation des Spielbetriebs übernommen.

## Aktuelle Saison 2024/25

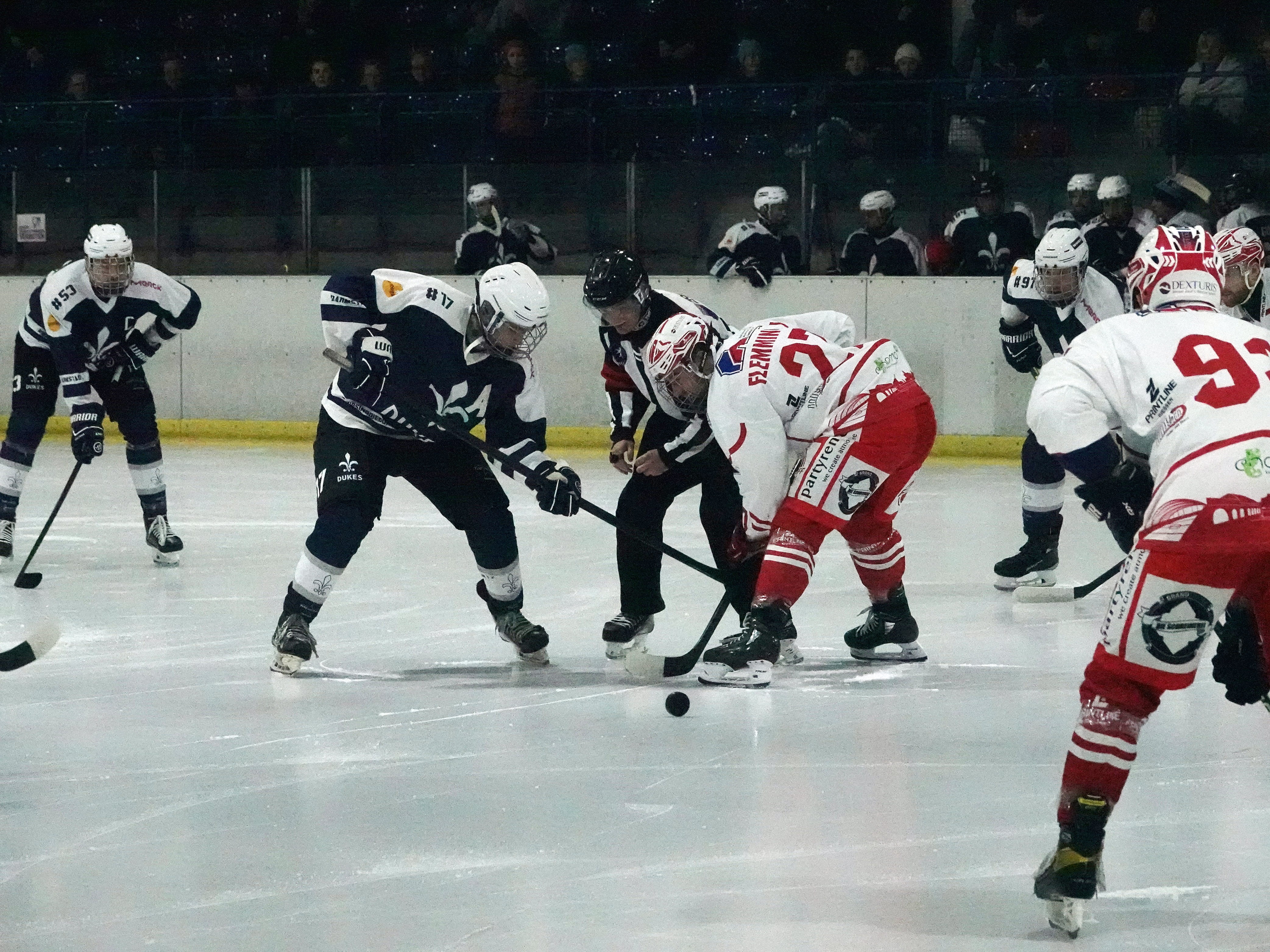
Spielszene Darmstadt Dukes gegen RT Bad Nauheim 1b (22. November 2024)

| - Eintracht Frankfurt - EJ Kassel (Kassel 89ers) 1b - Darmstadt Dukes - Löwen Frankfurt 1b - RT Bad Nauheim 1b |

## Meister
| Hessenliga - 1990/91 Eintracht Frankfurt 1c - 1991/92 ESC Erfurt - 1992/93 EG Limburg - 1993/94 EC Kassel 1b Regionalliga Hessen - 1994/95 ESC Erfurt - 1995/96 ESC Erfurt, Hessenliga: VERC Lauterbach 2 - 1996/97 Regionalliga Hessen: ESC Erfurt - 1997/98 ? - 1998/99 ? Regionalliga Hessen/Rheinland-Pfalz - 1999/2000 EC Bad Nauheim 1b - 2000/01 EC Bad Nauheim 1b (Gr. Ost), SC Mittelrhein (Gr. West) Hessenliga - 2001/02 RT Bad Nauheim - 2002/03 EV Wiesbaden Regionalliga Hessen - 2003/04 Rote Teufel Bad Nauheim 1b - 2004/05 Rote Teufel Bad Nauheim - 2005/06 Darmstadt Stars - 2006/07 Rote Teufel Bad Nauheim - 2007/08 Darmstadt Crocodiles - 2008/09 Darmstadt Crocodiles Hessenliga - 2009/10 Darmstadt Crocodiles - 2010/11 Kassel Huskies - 2011/12 Kassel 89ers - 2012/13 EC Lauterbach - 2013/14 RT Bad Nauheim 1b - 2014/15 Kassel 89ers - 2015/16 Löwen Frankfurt 1b - 2016/17 Kassel 89ers - 2017/18 Löwen Frankfurt 1b - 2018/19 EJ Kassel 1b - 2019/20 EJ Kassel 1b - 2020/21 abgebrochen.... - 2021/22 Kassel 89ers - 2022/23 Kassel 89ers - 2023/24 RT Bad Nauheim 1b | - 1946/47 VfL Bad Nauheim - 1947–1952 ? - 1952/53 TV 1846 Gießen - 1953/54 TV 1846 Gießen - 1954/55 TV 1846 Gießen - 1955/56 TV 1846 Gießen - 1956/57 SC Frankfurt 1880 - 1957/58 ? - 1958/59 VfL Bad Nauheim Jugend - 1959/60 ? - 1960/61 Eintracht Frankfurt - 1961–1964 ? - 1964/65 VERC Lauterbach - 1965–1984 ? - 1984/85 VERC Lauterbach 1b - 1985/86 Landesliga A: Eintracht Frankfurt 1b, Landesliga B: ERC Viernheim - 1986/87 EC Bad Nauheim 1b - 1987/88 EC Diez-Limburg - 1988/89 EV Wiesbaden - 1989/90 Eintracht Frankfurt 1c - 1990/91 WSV Aschaffenburg - 1991/92 VERC Lauterbach 1b - 1992/93 Landesliga A: WSV Aschaffenburg, Landesliga B: EV Wiesbaden 1b - 1993/94 Landesliga A: ESC Rossdorf, Landesliga B: EG Limburg 1b - 1995/96 Frankfurter EC Die Eisteufel - 1996–99 ? - 1999/2000 EHC Neuwied (Landesliga Hessen/Rheinland-Pfalz) - 2000/01 EV Wiesbaden (Landesliga Hessen/Rheinland-Pfalz) - 2001/02 Viernheimer ESC - 2002/03 EC Bad Nauheim 3 - 2003/04 ERC Ludwigshafen - 2004/05 Eintracht Frankfurt - 2005/06 SC Mittelrhein 1b - 2006/07 ERC Pohlheim (Gr.A)/EV Bitburg (Gr.B) - 2007/08 EV Bitburg (Gr.A)/Eintracht Frankfurt (Gr.B) - 2008/09 Wallernhausen Pirates - 2009/10 EHC Neuwied 1b - 2010/11 * 2020/21 - 2011/12 RT Bad Nauheim 1b - 2012/13 Frankfurter Eisteufel - 2013/14 Wallernhausen Pirates - 2014/15 Eintracht Frankfurt 1b (Bezirksliga Hessen) - 2015/16 Eintracht Frankfurt 1b - 2016/17 Wallernhausen Pirates - 2017/18 Ice Devils Bad Nauheim - 2018/19 Wallernhausen Pirates - 2019/20 Meister nicht ausgespielt - 2020/21 Meister nicht ausgespielt - 2021/22 Darmstadt Dukes - 2000/01 SC Mittelrhein 1b - 2002/03 EC Bad Nauheim - 2004/05 RT Bad Nauheim |